# Gjern Bakker
Gjern Bakker ligger i Silkeborg Kommune og er et af de mest markante landskaber omkring Gudenåen i Midtjylland. Det er et randmoræne istidslandskab dannet efter sidste istid. Oprindeligt var bakkerne del af et større sammenhængende landskab, men gletsjernes smeltevand forårsagede en kraftig erosion på sin vej mod havet og skabte de stejle dramatiske skrænter, som afgrænser området i dag. Gjern Å der løber øst og syd om og Gudenåen der løber vest om, betragtes således som levn fra fortidens vældige smeltevandsstrømme.
Gjern Bakker var oprindeligt dækket af en lysåben egeskov iblandet lidt bøg og røn, men det meste af skoven er fældet gennem årene og har været væk i mange hundrede år. Derfor fik bakkerne med tiden mere karakter af lynghede og eng. Der findes dog enkelte pletter af den oprindelige skov tilbage på de stejleste steder i form af egekrat; blandt andet omkring Store Troldhøj i syd. I dag er større dele beplantet med fyr og nåleskov.
Med sin placering ved Gudenåen og gode udsigt, har området i visse perioder været attraktivt at bosætte sig i og der er da også gjort arkæologiske fund af bopladser fra ældre Stenalder og ældre romersk Jernalder. Bakkerne huser desuden en del gravhøje.

I historisk tid har der dog ikke været større bosættelser her, sikkert fordi terrænet er så kuperet og den sandede jord er uegnet til større agerbrug. Gjern Bakker har derimod tiltrukket fantasien, idet de har påvirket folketroen stærkt og var forbundet med trolde og underjordiske væsner. Troen går igen i stednavne som Troldhøj og Troldkær. 
Det højeste naturlige punkt er Åshøj lidt øst for Gjern Bakker Plantage, med sine 104 m. Til sammenligning er ådalen kun 19 m over havet, så der er som nævnt en stor højdevariation. 

## Ejerskab og forvaltning
Gjern Bakker ejes i dag af et stort antal private lodsejere. Silkeborg Kommune ejer dog Gjern Bakker Plantage, Amerika Plantage og Sminge Plantage mens Naturstyrelsen Søhøjlandet ejer området omkring Store Troldhøj, hvilket bl.a. sikrer en fortsat offentlig adgang. 
Der er mange natur- og kulturinteresser i Gjern Bakker og der foregår en del naturpleje af forskellig art, da de er omfattet af både en naturfredning - Smingefredningen fra 1975, på i alt 772 ha - og er udpeget som et Natura 2000 område - nr. 49 Gudenå og Gjern Bakker. Flere af naturtyperne og den flora og fauna som vokser og lever her, er truede i Danmark. 
Den fyr- og nåleskov der er plantet, spreder sig i dag i området og fortrænger derved den hidtil etablerede natur. Det har givet nogle problemer, som myndighederne har forsøgt at bremse med varierende metoder og held.

## Aktiviteter
Udover de oplagte muligheder for vandring, løb, cykling, ridning og almindelig brug af naturen, huser Gjern Bakker Danmarks eneste helårs skicenter (og Nordens eneste helårs alpine skibakke), som drives af Dayz Resorts. Lokale entusiaster arbejder desuden på at etablere særlige mountainbike ruter i området, via foreningen Gjern Canyon MTB.